# 日本映像事業協会
協同組合日本映像事業協会（にほんえいぞうじぎょうきょうかい）は、放送番組に携わる制作・配給会社を組合員とする経済産業省認可の事業協同組合である。
組合員の自主的な経済活動を促進し、かつ、その経済的地位の向上を図ることを目的として活動している。略称はJ・VIG。
2009年6月に日本映像事業協同組合から協同組合日本映像事業協会に改称。

## 事業
1. 組合員の取り扱う映像用消耗品の共同購買
2. 組合員に対する事業資金の融資
3. 知的財産権の維持・管理及び保全に関する事業
4. 組合員の事業に関する経営及び技術の改善向上、又は組合事業に関する知識の普及を図るための教育及び情報の提供

## 活動概要
- ヤング映像クリエーターを励ます賞を主催

## 役員
名誉会長
- 澤田隆治（テレビランド）

会長
- 森澤広明（WACホールディング）

副会長
- 工藤浩之（ケイマックス）

理事
- 大﨑洋（吉本興業ホールディングス）
- 堀義貴（ホリプロ）
- 小嶋昭男（テレテック）
- 指田貴行（アズバーズ）
- 田中久雄（泉放送制作）
- 笹原美喜夫（岩手ケーブルテレビジョン）
- 及川俊明（オイコーポレーション）
- 䕃山茂樹（アップフロントグループ）
- 杉村和彦（SOLIS produce）

監事
- 柴田紀之（さんばん）
- 松崎俊顕（スーパーテレビジョン）

顧問
- 藤延直道

事務局長
- 谷弘